# 西ドイツ国鉄VT98型気動車

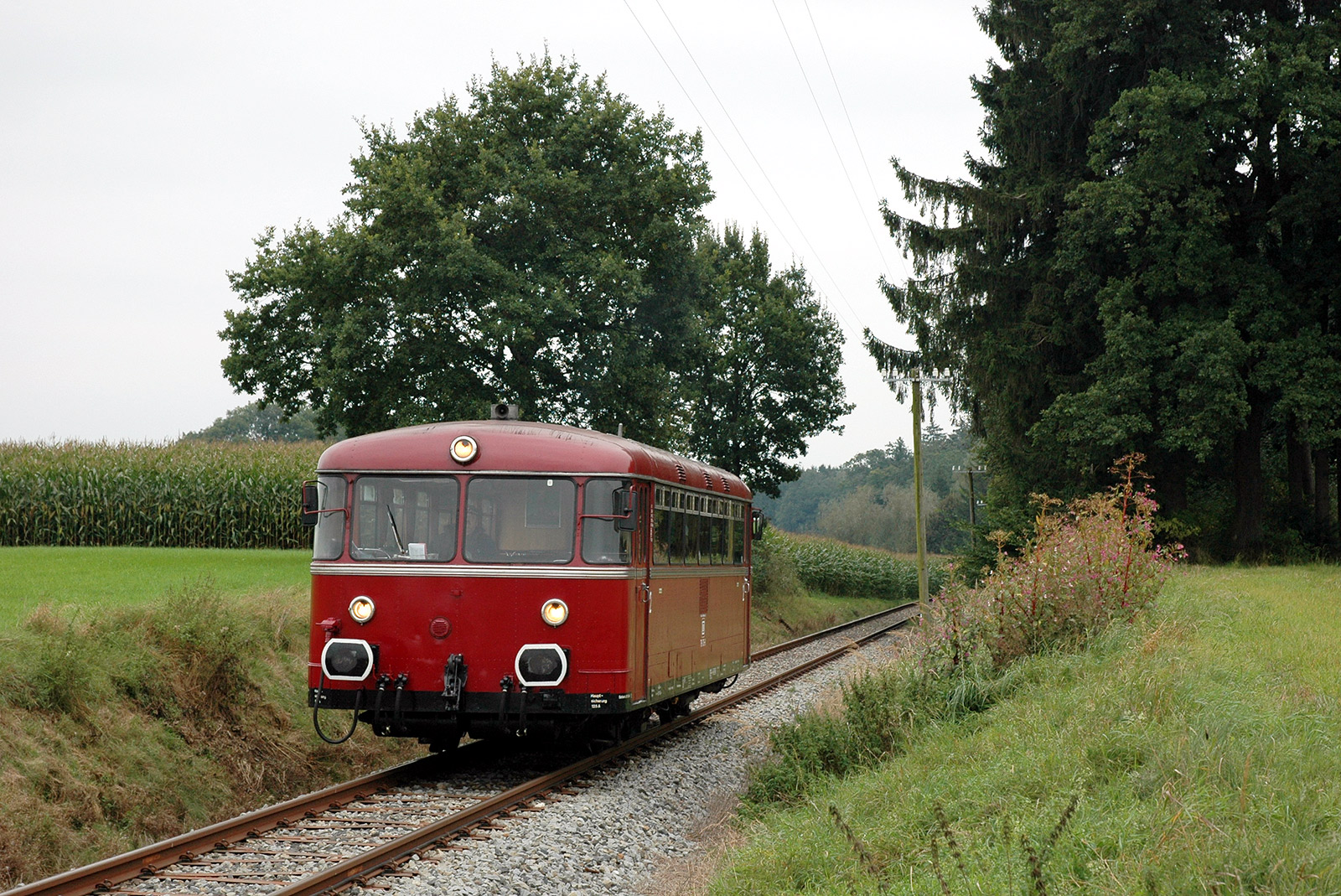
鉄道路線上の内燃機関車。

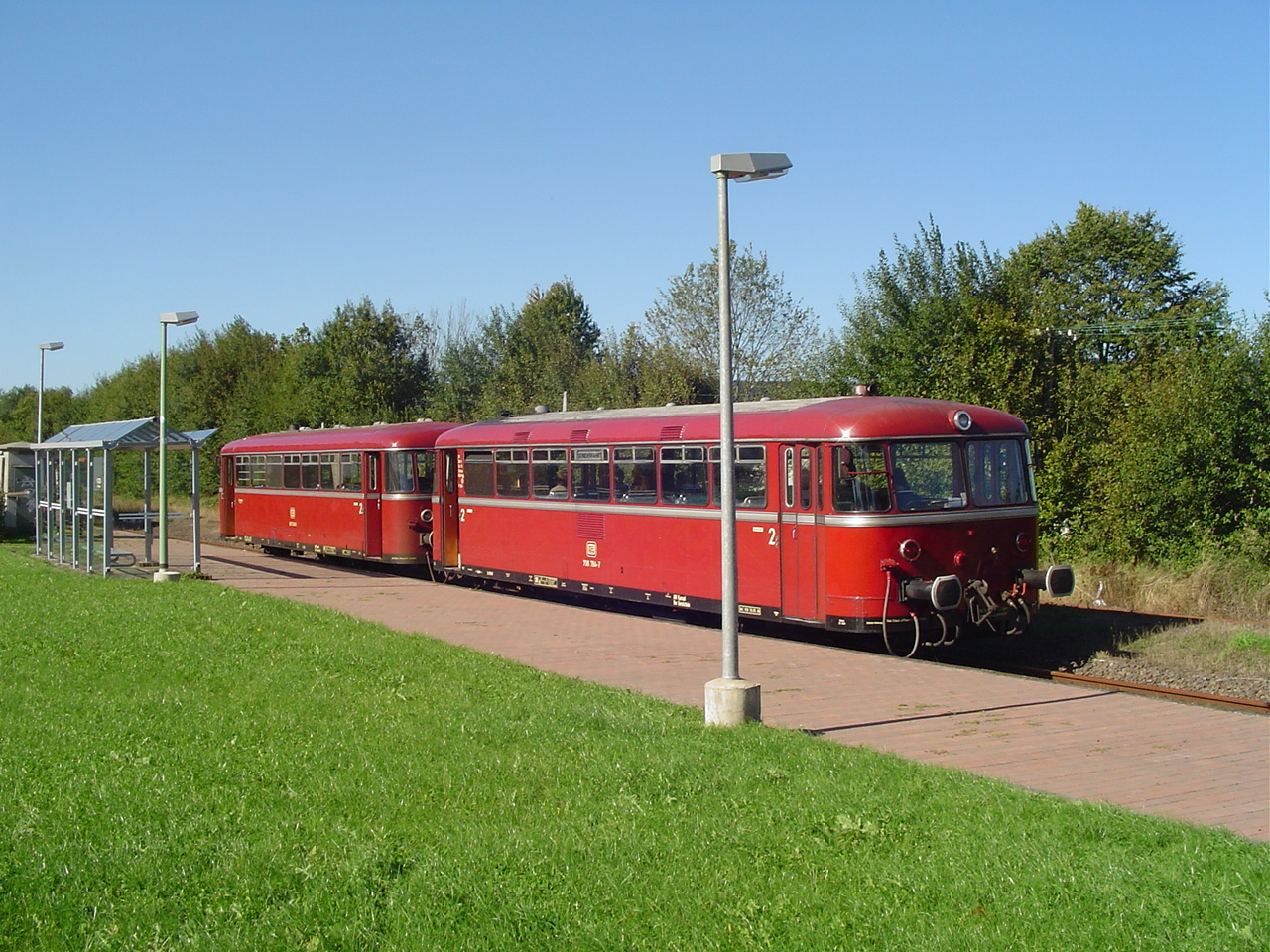
動力車の798型（旧VT98型）と制御車の998型（旧VS98型）の2両編成、ウルメン駅、2006年

西ドイツ国鉄VT98型気動車(にしドイツこくてつVT98がたきどうしゃ)は、ドイツ連邦鉄道（Deutsche Bundesbahn (DB)、西ドイツ国鉄、現・ドイツ鉄道）のローカル線系統で使用されていた気動車である。なお、本機はVT98型として製造されたものであるがVT98.9型とも呼ばれており、その後1968年の称号改正により798型および796型（ワンマン改造機）となったものである。また、本機の以前に製造されていたVT95型、本機と同型でラック式のVT97型（もしくはVT97.9型）とともに製造メーカーのブランド名からウアーディンゲン・シーネンオムニバス (ドイツ語: Uerdinger Schienenbus)と呼ばれるほか、ドイツにおける同年代のレールバスとあわせてシーネンオムニバス (ドイツ語: Schienenbus)とも呼ばれる。なお、本項では本機の制御車であるVS98型と付随車であるVB98型についても記述する。

## 概要
1950年代の西ドイツ国鉄の支線における旅客列車用として導入された、シーネンオムニバスと呼ばれる小型形気動車用のVT95型（試作機をVT95型、量産機をVT95.9型とも称する）およびその付随車のVB142型は合計約1000両が生産されて、それまでは蒸気機関車が牽引していた旅客列車の機材の近代化を進めていた。このシリーズはVT95型に80.9−110.0kWの機関を1基搭載し、輸送量に応じて重連もしくは付随車VB142型を牽引した最大4両編成での運行を想定して動力車数：付随車数＝約1:1での生産がなされていたものであるが、支線における旅客列車運行には輸送量と運用上の柔軟性とを更に向上させるため、西ドイツ国鉄ではこの発展形となるシーネンオムニバスを開発することとなり、1953年に試作機（通称VT98型）3機が、1955年以降に量産機（通称VT98.9型）332機が製造された機体がVT98型であり、同時に制御車であるVS98型310両、付随車のVB98型320両が製造され、後にVB98型3両がVS98型に改造されている。この新たなシリーズでは動力車のVT98型に96.5-110.0kWの機関を2基搭載し、輸送量に応じて付随車VB98型と制御車VS98型とで最大6両までの総括制御 可能な編成を組んでの運行を想定し、動力車数：付随車数：制御車数＝1:1:1での生産がなされることとなった。VT98型シリーズは車体構造や機関・走行装置などはVT95型シリーズをベースとしながら、動力車であるVT98型に機関を2基搭載して動力性能の向上を図る、制御車のVS98型を新たに設定するとともに各車に重連総括制御用の電気連結器を設置する、ブレーキ装置を直通ブレーキから自動ブレーキに変更するとともに連結器を小型密着連結器から一般的なネジ式連結器と緩衝器に変更して編成両数の増加と一般の客車・貨車の牽引に対応するなどの変更がなされている。
VT98型シリーズはVT95型に引き続き開発・設計および製造をUerdingenが担当しているが、1955年の量産開始以降西ドイツ全国で広く導入・運用されたため、UerdingenのほかMAN、WMD、Credé、Orion、Rathgeberの各社でも製造がなされているほか、機関を西ドイツのトラック・バスメーカーであるBüssing、冷却系をBehr、変速機をZF、逆転機をGmeinderが担当している。なお、MANではVT98型と並行して同社独自設計で全長16m級で液体式変速機を搭載したシーネンオムニバスを西ドイツ国内私鉄など向けに製造している。
総計約1000両が導入されたVT98型シリーズは西ドイツ全国のローカル列車用として広く運用されていたが、1968年の称号改正によりVT98型は798型に、VS98型とVB98型は998型に形式変更され、1988年よりワンマン改造された機体については796型および996型に形式変更されている。また、同形機および機関1基搭載型、2両もしくは3両固定編成型などの類似機が西ドイツ国内の私鉄および東ドイツ、オーストリア、スペイン、ポルトガル、イタリア、レバノン、トルコ、ウルグアイに新製（現地生産も含む）もしくは中古で導入されている。
各機体の型式名、製造所、製造年、製造両数は下表1の、各製造ロットごと製造所、型式、製造両数、機番、製造年は下表2の通り。
| 型式 | 機番                                                | 型式 (称号改正後) | 機番 (称号改正後)                                     | 製造所         | 製造年                     | 製造数 | 備考 |
| ---- | --------------------------------------------------- | ----------------- | ----------------------------------------------------- | -------------- | -------------------------- | ------ | --- |
| VT98 | 98 901 - 98-903 98 9501 - 98 9550 98 9601 - 98 9721 | 798               | 798 901 - 798 903 798 501 - 798 550 798 601 - 798 921 | Uerdingen      | 1953年 1955-56年 1956-60年 | 332    | 動力車(機関2基搭載) 98 901 - 98 903号機は試作機 ワンマン改造機は796型                                      |
| VT98 | 98 9551 - 98 9600 98 9747 - 98 9781                 | 798               | 798 551 - 798 600 798 747 - 798 781                   | WMD            | 1956年 1959-60年           | 332    | 動力車(機関2基搭載) 98 901 - 98 903号機は試作機 ワンマン改造機は796型                                      |
| VT98 | 98 9722 - 98 9746 98 9782 - 98 9829                 | 798               | 798 722 - 798 746 798 782 - 798 829                   | MAN            | 1960年 1961-62年           | 332    | 動力車(機関2基搭載) 98 901 - 98 903号機は試作機 ワンマン改造機は796型                                      |
| VS98 | 98 001 - 98-030 98 192 - 98 281                     | 998               | 998 601 - 998 630                                     | WMD            | 1955-56年 1961年           | 313    | 制御車(片運転台) 98 049 - 98 050号車は欠番 98 085 - 98 090号予定車はVS97型として竣工 ワンマン改造車は996型 |
| VS98 | 98 031 - 98 045                                     | 998               | 998 631 - 998 645                                     | Credé          | 1957-58年                  | 313    | 制御車(片運転台) 98 049 - 98 050号車は欠番 98 085 - 98 090号予定車はVS97型として竣工 ワンマン改造車は996型 |
| VS98 | 98 046 - 98 048                                     | 998               | 998 646 - 998 648                                     | VB98型から改造 | (1958年)                   | 313    | 制御車(片運転台) 98 049 - 98 050号車は欠番 98 085 - 98 090号予定車はVS97型として竣工 ワンマン改造車は996型 |
| VS98 | 98 051 - 98 084 98 282 - 98 321                     | 998               | 998 651 - 998 684 998 882 - 998 921                   | Uerdingen      | 1959年 1961年              | 313    | 制御車(片運転台) 98 049 - 98 050号車は欠番 98 085 - 98 090号予定車はVS97型として竣工 ワンマン改造車は996型 |
| VS98 | 98 091 - 98 191                                     | 998               | 998 691 - 998 791                                     | MAN            | 1959-60年                  | 313    | 制御車(片運転台) 98 049 - 98 050号車は欠番 98 085 - 98 090号予定車はVS97型として竣工 ワンマン改造車は996型 |
| VB98 | 98 001 - 98-070 98 2221 - 98 2250                   | 998               | 998 001 - 998 070 998 221 - 998 250                   | Uerdingen      | 1955-56年 1960年           | 320    | 付随車 998 001 - 98 220号車は荷物室付 98 2221 - 98 2320号車は荷物室無 ワンマン改造車は996型                |
| VB98 | 98 071 - 98 110 98 2251 - 98 2285                   | 998               | 998 251 - 998 285                                     | WMD            | 1955年 1960-61年           | 320    | 付随車 998 001 - 98 220号車は荷物室付 98 2221 - 98 2320号車は荷物室無 ワンマン改造車は996型                |
| VB98 | 98 111 - 98 220                                     | 998               | 998 111 - 998 220                                     | Orion          | 1955-56年                  | 320    | 付随車 998 001 - 98 220号車は荷物室付 98 2221 - 98 2320号車は荷物室無 ワンマン改造車は996型                |
| VB98 | 98 2286 - 98 2320                                   | 998               | 998 286 - 998 320                                     | Rathgeber      | 1961-62年                  | 320    | 付随車 998 001 - 98 220号車は荷物室付 98 2221 - 98 2320号車は荷物室無 ワンマン改造車は996型                |

| 製造ロット  | 製造所    | 型式 | 製造数 | 機番              | 製造年    | 備考 |
| ----------- | --------- | ---- | ------ | ----------------- | --------- | --- |
| 2. Serie    | Uerdingen | VT98 | 3      | 98 901 - 98-903   | 1953年    | 試作機、2. SerieのVT95型に準ずる                                                                                        |
| Serie C2    | Uerdingen | VT98 | 50     | 98 9501 - 98 9550 | 1955年    | VT98 9550号機以降は機関出力を95.6→110.0kWに変更 VB98 110号車のみ枕ばね空気ばね化 VT98型の価格は145,000ドイツ・マルク/両 |
| Serie C2    | Uerdingen | VB98 | 70     | 98 001 - 98 070   | 1955-56年 | VT98 9550号機以降は機関出力を95.6→110.0kWに変更 VB98 110号車のみ枕ばね空気ばね化 VT98型の価格は145,000ドイツ・マルク/両 |
| Serie C2    | WMD       | VT98 | 50     | 98 9551 - 98 9600 | 1955-56年 | VT98 9550号機以降は機関出力を95.6→110.0kWに変更 VB98 110号車のみ枕ばね空気ばね化 VT98型の価格は145,000ドイツ・マルク/両 |
| Serie C2    | WMD       | VB98 | 40     | 98 071 - 98 110   | 1955年    | VT98 9550号機以降は機関出力を95.6→110.0kWに変更 VB98 110号車のみ枕ばね空気ばね化 VT98型の価格は145,000ドイツ・マルク/両 |
| Serie C2s   | WMD       | VS98 | 30     | 98 001 - 98 030   | 1955-56年 | |
| Serie C2a   | Orion     | VB98 | 30     | 98 111 - 98 140   | 1955年    | |
| Serie D2    | Uerdingen | VT98 | 50     | 98 9601 - 98 9650 | 1956年    | VT98型の枕ばねをコイルバネ→空気ばねに変更 VT98型の価格は145,000ドイツ・マルク/両                                        |
| Serie D2    | Orion     | VB98 | 80     | 98 141 - 98 220   | 1956年    | VT98型の枕ばねをコイルバネ→空気ばねに変更 VT98型の価格は145,000ドイツ・マルク/両                                        |
| Serie D2s   | Credé     | VS98 | 15     | 98 031 - 98 045   | 1957-58年 | VS98型の枕ばねをコイルバネ→空気ばねに変更                                                                               |
| Serie E2    | Uerdingen | VT98 | 71     | 98 9651 - 98 9721 | 1959-60年 | VT98型の座席定員を60→58名に変更                                                                                         |
| Serie E2/F2 | Uerdingen | VB98 | 30     | 98 2221 - 98 2250 | 1960-61年 | VB98型の枕ばねをコイルバネ→空気ばねに変更                                                                               |
| Serie F2    | Uerdingen | VS98 | 34     | 98 050 - 98 084   | 1959年    | VT98型の暖房装置をTyp Auroraに変更し能力増強                                                                            |
| Serie F2    | MAN       | VT98 | 25     | 98 9772 - 98 9746 | 1960年    | VT98型の暖房装置をTyp Auroraに変更し能力増強                                                                            |
| Serie F2    | MAN       | VS98 | 101    | 98 091 - 98 191   | 1959-60年 | VT98型の暖房装置をTyp Auroraに変更し能力増強                                                                            |
| Serie F2    | WMD       | VT98 | 35     | 98 9747 - 98 9781 | 1959-60年 | VT98型の暖房装置をTyp Auroraに変更し能力増強                                                                            |
| Serie F2    | WMD       | VS98 | 90     | 98 192 - 98 281   | 1959年    | VT98型の暖房装置をTyp Auroraに変更し能力増強                                                                            |
| Serie G2    | Uerdingen | VS98 | 40     | 98 282 - 98 321   | 1961年    | VT98型の機関をTyp U9A→Typ U10に変更                                                                                     |
| Serie G2    | MAN       | VT98 | 48     | 98 9782 - 98 9829 | 1961-62年 | VT98型の機関をTyp U9A→Typ U10に変更                                                                                     |
| Serie G2    | WMB       | VS98 | 35     | 98 2251 - 98 2285 | 1961年    | VT98型の機関をTyp U9A→Typ U10に変更                                                                                     |
| Serie G2    | Rathgeber | VS98 | 35     | 98 2286 - 98 2320 | 1961-62年 | VT98型の機関をTyp U9A→Typ U10に変更                                                                                     |

## 仕様

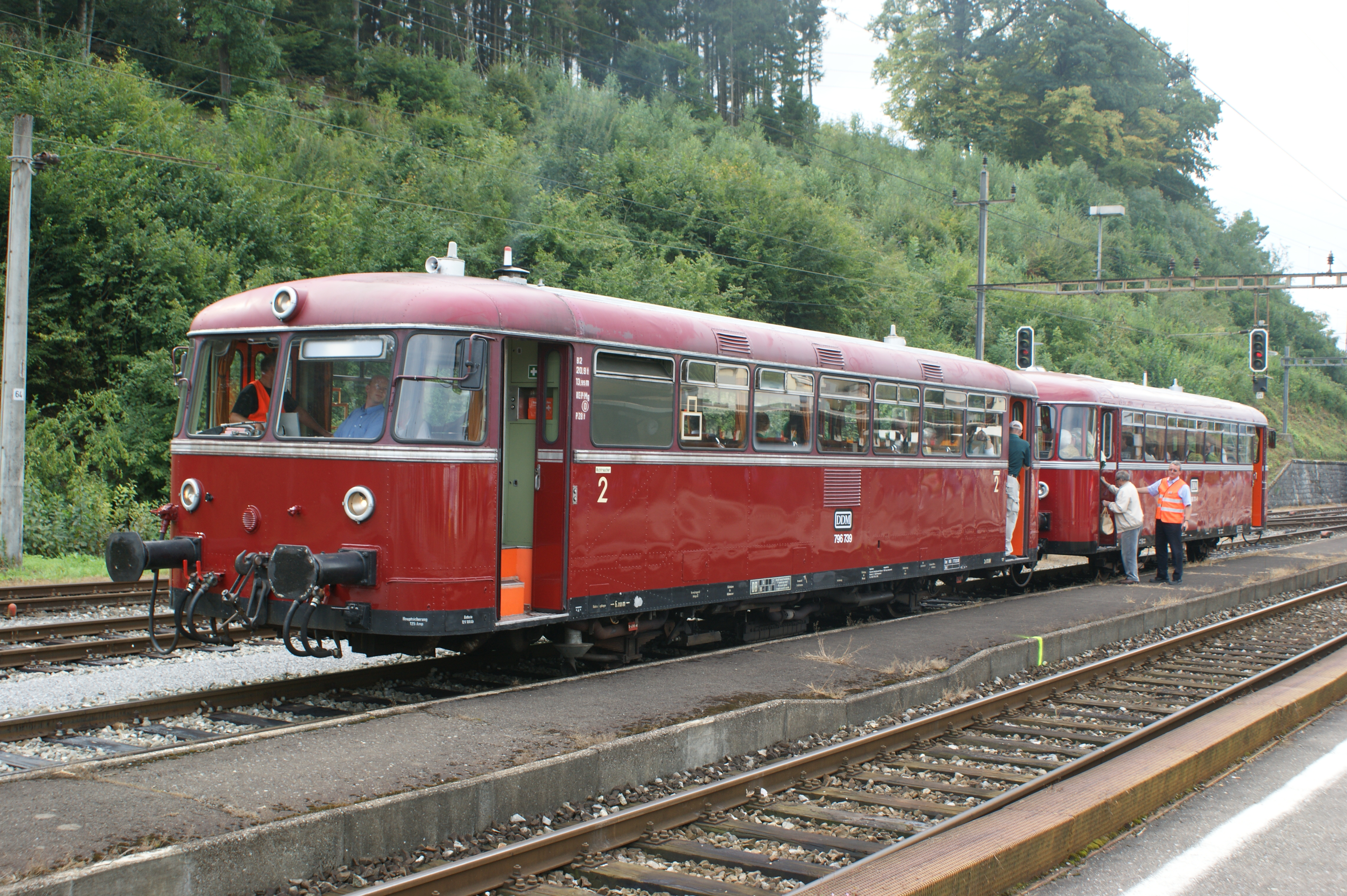
ワンマン改造されたBR796 739号機（旧VT98 9739号機）、床下の下付き板バネの軸バネや電磁吸着ブレーキが見える、スイスのコブレンツ駅、2009年

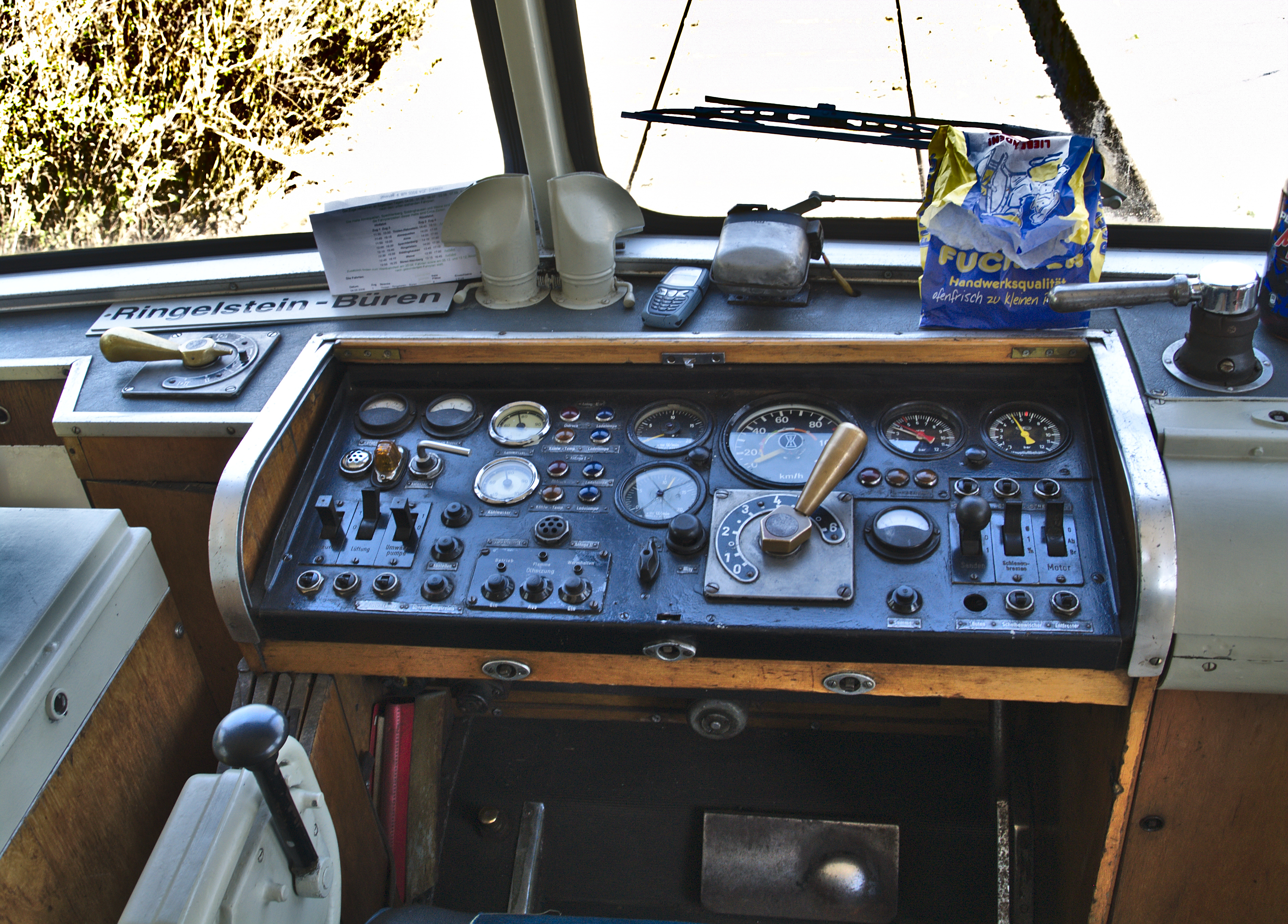
VT98型の運転台、中央のハンドルが6段変速機の操作ハンドル、手前左がスロットルレバー、奥左が逆転レバー、奥右がブレーキハンドル

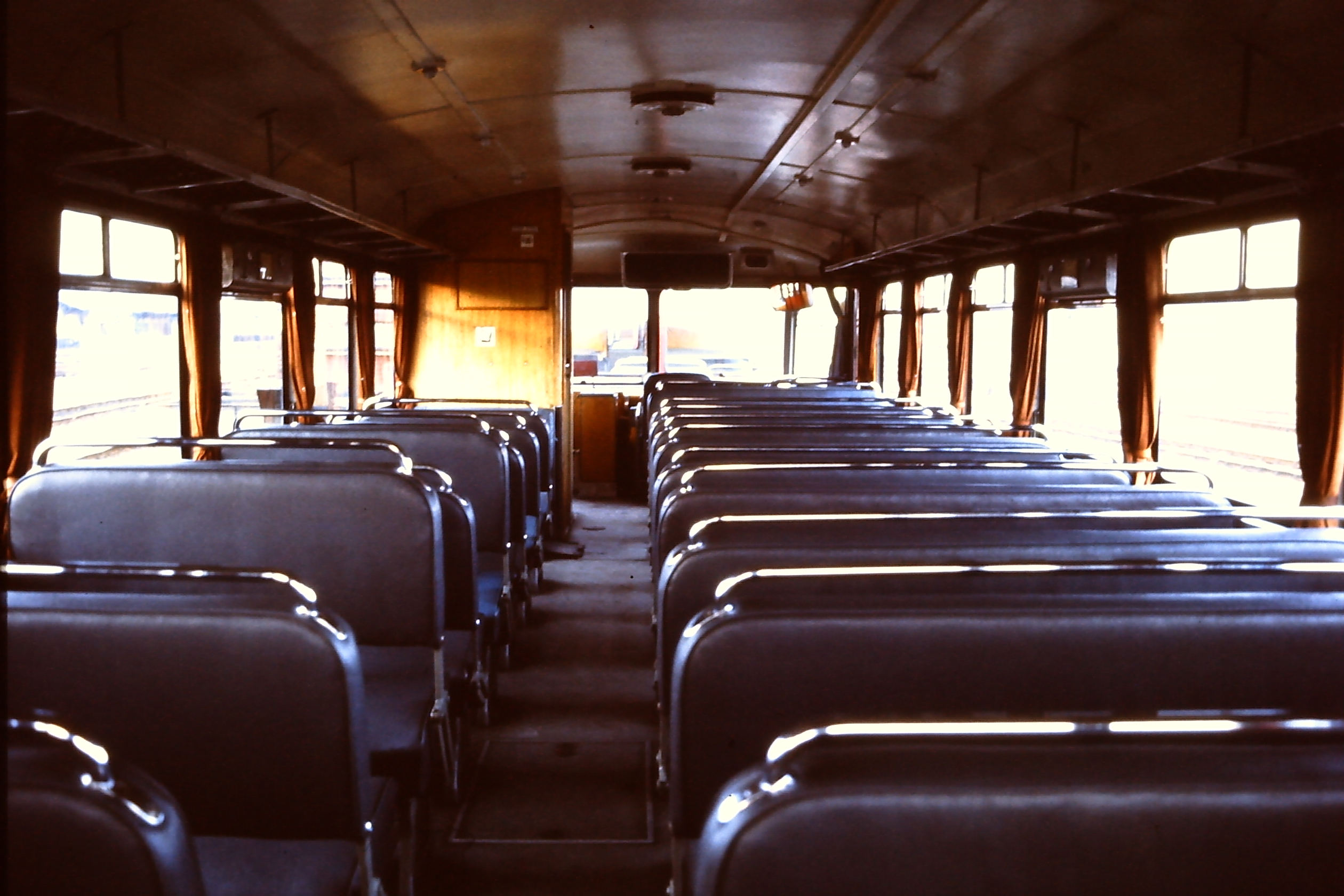
VT98型の客室内、座席は3+2列の転換クロスシート、左奥はトイレ、運転台は開放式

### 車体
- 車体はVT95.9型にほぼ同一構造・寸法の車体長12750mm、車体幅3000mm、車体高2707mmの両運転台の軽量車体で、形鋼を組んだ台枠および車体骨組にアルミニウム合金で1.5mm厚の外板および1.0mm厚の屋根板をリベット止めし、窓上部に雨樋を、下部には型帯を通した構造となっている。なお、台枠下部にも車体外板を伸ばして牽引力を負担する構造はVT95.9型と同一の方式であるが、ねじ式連結器の設置と編成両数の増加に対応するため、乗降扉後部の側構体の車体骨組みに筋交いが追加されており、牽引力をより積極的に側構体に分散している。
- 正面は丸みを帯びたデザインで、2枚の平面ガラスと左右隅部の曲面ガラスからなる正面窓で構成され、前照灯は正面窓下部左右に小型の丸形前照灯兼標識灯が計2灯、屋根中央に小形の丸形前照灯1灯が配置され、車体裾部にネジ式連結器のフックとリング、緩衝器および重連総括用の電気連結器、ブレーキ制御用の空気連結器が設置されている。側面は車体両端の3枚折戸式で幅885mm、開口幅780mmの乗降扉間に幅1200mm、高さ784mmの窓が7箇所設置され、このうち最前位左側の一箇所は黒色ガラスのトイレ窓となっている。この側面窓は上部約1/4が左右に分割されてそれぞれ端部側が外側に開き、下部約3/4は固定式となっているが、トイレ窓のみ上部約1/4が内開き式となっている。また、窓下には補強用の型帯が入るほか、側面下部中央1箇所と窓上部3箇所に空気導入用のルーバーが設置されている。
- 客室は仕切壁のない1室式で前後端に開放式の運転台、乗降扉間に前位左側にトイレを設けた2等客室が配置されており、座席は2+3列の5人掛けで、幅880mm（2人掛）または1420mm（3人掛）の転換式クロスシートとなっており、2人掛10脚（うち端部1脚はトイレ壁面に接しているため背摺は固定）と3人掛12脚がシートピッチ760mmで設置されている。この転換クロスシートは低めの背摺が転向するのと合わせて座面の傾きが変わるものとなっており、ビニールクロス張であった。このほか、前後運転台左右に折畳座席が設置されて進行方向に応じて使用されており、座席定員は座席56名と折畳席前側1席、後ろ側3席（うち1席は運転席転用、VT98 9651号機まで）、同後ろ側2席（うち1席は運転席転用、VT98 9651号機以降）であった。このほか、室内の天井は白、側壁面は合板ニス塗り、室内灯は白熱電球のものが2列の配置であり、窓上部には前後方向に荷棚が、側面窓には横引きのカーテンが設置されている。
- 台枠は溝形鋼および鋼板を組んで構成されており、床面高は1140mmで乗降扉部のみ床面から高さ242および246mmのステップが設置されており、2軸単台車が台枠下部に伸びた、側構体および妻構体の中にはまり込む形で装備される。なお、主要な機器類はほとんどが台車に装荷されているが、機関の2基化に伴ってVT95.9型では台車に装荷されていたラジエターおよびその冷却ファン、一部の空気タンク類がVT98型では台枠の前後端部下に設置されている。
- 運転室は開放式であるため、未使用時には各レバー類を取り外し、機器盤にはスライド式もしくは取外式のカバーが装備されている。運転台は車体中心線上に配置され、機関と変速機、逆転機をそれぞれレバーによって操作を行うもので、運転士席横に機関のスロットル操作レバーが、運転台正面中央に変速機のレバー、右奥に逆転ハンドル、右奥にブレーキハンドルが配置され、その他計器およびスイッチ類が配置されている。
- 車体塗装は濃赤色（RAL 3004、色名：Purple red）で車体裾部を濃焦茶色（RAL 8019、色名：Graubraun）、屋根をライトグレー（RAL 9006、色名：Weißaluminium）とて窓上の雨樋と窓下の型帯を銀色としたもので、標記類は時代によって異なるが、製造当初は側面の下部中央にDBのマークもなく、最低限の標記類のみが入るものであった。

### 走行機器
- 本機は主機としてBüssing製で、同社がベルリン市内用に生産していたTyp D2U2階建てバスに使用されており、VT95.9型にも搭載されるTyp U9AもしくはTyp U10ディーゼルエンジンを2基搭載し、ZF製の電磁空気制御式6段変速の機械式変速機によって前後の2軸を駆動するもので、クラッチ、逆転機とも運転台からの電気指令による遠隔制御としている。
- 床下は2軸単台車に駆動輪、機関、変速機、補機などを点対称に配置している。前位側動輪用の機関を後位左側に、後位側動輪用の前位右側に搭載し、そこから機関と一体に設置されたTyp FK9-2流体継手とカルダン軸を経由してTyp 6E75S変速機に入力され、変速機出力は再度カルダン軸を経由して動軸に設置されたGmeinder製Typ GM160St逆転機に入力されて動輪を駆動する。補機類は機関横にベルト駆動の発電機が、機関の反出力側の動軸を乗り越した台車下部にシャフト駆動の空気圧縮機が、同じく機関の反出力側の車体端部床下に油圧モーター駆動のラジエーターが設置されている。
- Typ U9AおよびTyp U10は水平直列6気筒4サイクルでボア×ストロークが115×140mmのディーゼルエンジンであり、定格出力はTyp U9Aのうち、ターボチャージャーを装備しないVT98 9549号機までのものは95.6kW、ターボチャージャーを装備したVT98 9550号機以降のTyp U9AおよびVT98 9782号機以降が搭載するTyp U10は110kWとなっている。燃料タンクは各機関ごとに240lのものが装備され、軽油計480lを搭載するほか、冷却水110lを搭載する。
- Typ FK9-2流体継手はインペラ、ランナー1組で構成される標準的なものとなっており、Typ 6E75S変速機は欧州では1930-50年代頃に多用されていた、常時噛合せ式の歯車を電磁空気制御式の多板式クラッチで切換える方式のものである。本機の変速機は同一線上に配置された入力軸および出力軸と、これと平行に配置された中間軸を持ち、入力軸 - 中間軸、中間軸 - 出力軸間に2組ずつ計4組、I-IVの歯車とA、B、D、Eのクラッチ、入力軸 - 出力軸間直結のCクラッチから構成されており、運転台からの電気指令で動作する5個の電磁弁の動作によって空気圧によって変速装置を制御する。なお、変速機の変速比は1段：5.46、2段：2.99、3段：1.85、4段：1.34、5段：1.00、6段：0.72であり、通常は2段での発車が可能である。また、逆転機は同じく運転台からの電気指令によって同じく前進、後進いずれかの電磁弁を動作させて空気圧動作の逆転機を動作させるものとなっており、故障時には専用工具による手動操作も可能となっている。なお各変速段における機関回転数と速度は以下の通りである。
  - 1速：1000-1200rpm、約13km/hまで
  - 2速：1000-1200rpm、約23km/hまで
  - 3速：1400-1500rpm、約38km/hまで
  - 4速：1400-1500rpm、約52km/hまで
  - 5速：1400-1500rpm、約69km/hまで
  - 6速：約70km/h以上
- このほか、補機類は各機関毎に装備されており、セルモーター兼用で定格出力1000kWのBosch[12]製Typ GTL700/12-1000R6発電機を各1基、暖房装置として機関冷却水を熱源とするWebasto[13]製のTyp 180 WB温風暖房を各1基、Aurora[14]製機関予熱器を各2基、Knorr[15]製で容量375lのTyp V70/155空気圧縮機各1基を装備するほか、12V 180Ahの蓄電池4基を装備している。
- 台車はH形鋼、溝形鋼、鋼板を溶接組立したもので、台車枠に前後車軸、機関、ブレーキ装置などが装備されており、台車四隅に設置された枕ばねを介して車体に装荷されている。VT98 9600号機までの枕ばねはコイルばねで、車体端側に45°の角度で設置され、上下方向のオイルダンパを併設しているほか、牽引力は台車前後端部のリンクで伝達される。VT98 9601号機からは空気ばねに変更されて同じく台車四隅に設置されており、これに伴って圧縮空気供給のため空気系装備されて一部変更されている。また、軸ばねは重ね板ばねで軸箱支持方式はペデスタル式、各軸には砂撒き装置が設置されて空転防止用の砂230kgを搭載している。
- ブレーキ装置として空気ブレーキと手ブレーキ、渦電流式レールブレーキを装備する。空気ブレーキ装置は自動ブレーキ装置により各車軸毎に1基ずつ設置されたブレーキシリンダによって各軸2枚ずつ設置されたブレーキディスクによるディスクブレーキを作用させるものとなっている。手ブレーキ装置は基礎ブレーキのディスクブレーキに作用するものとなっており、通常の鉄道車両用の円形のハンドルによって操作するものとは異なり、各運転台に設置されたバス用のものと類似のレバーによって操作するものとなっている。渦電流式レールブレーキは台車中央レール上に設置されて電磁石の作用により動作するもので、車軸からリンクで接続されて、台車の上下に関わらずレール面からのブレーキ装置の高さを常時8−10mmに保つ構造となっている。

### 試作機
- 試作機であるVT98 901−903号機はVT95.9型の2. Serieをベースとしたものとなっており、量産機であるVT98.9型とは、連結器が自動連結器と簡易緩衝器で構成され、電気連結器を装備していない、側面構体の補強材の筋交いが無い、正面窓上部に天窓が設置されるなどの差異がある。
- 機関、台車、ブレーキ装置などの走行装置は量産機のVT98.9型と同様のものとなっている。

### 主要諸元
- 軌間：1435mm
- 動力方式：ディーゼルエンジン＋機械式変速機
- 最大寸法：全長13950mm、全幅3000mm、屋根高3300mm
- 軸配置：B
- 軸距：6000mm
- 車輪径：900mm
- 自重：20.3t（空気ばね式枕ばね装備機は20.7t）
- 定員：56名（2等座席）、4名（折畳席、VT98 9651号機以降は2名）、38名（立席）
- 走行装置
  - 主機
    - VT98 9781号機まで：Büssing製 Typ U9A　水冷直列水平6気筒4サイクルディーゼルエンジン×2基（定格出力：110.0kW（VT98 9549号機までは95.6kW）、ボア×ストローク：115×140mm）、Typ FK9-2流体継手付
    - VT98 9782号機以降：Büssing製 Typ U10　水冷直列水平6気筒4サイクルディーゼルエンジン×2基（定格出力：110.0kW、ボア×ストローク：115×140mm）、Typ FK9-2流体継手付

  - 変速機：ZF製 Typ 6E75S 電磁空気制御式6段変速機
- 最高速度：90km/h
- ブレーキ装置：空気ブレーキ、機関ブレーキ、手ブレーキ、電磁吸着ブレーキ

## VS98型、VB98型

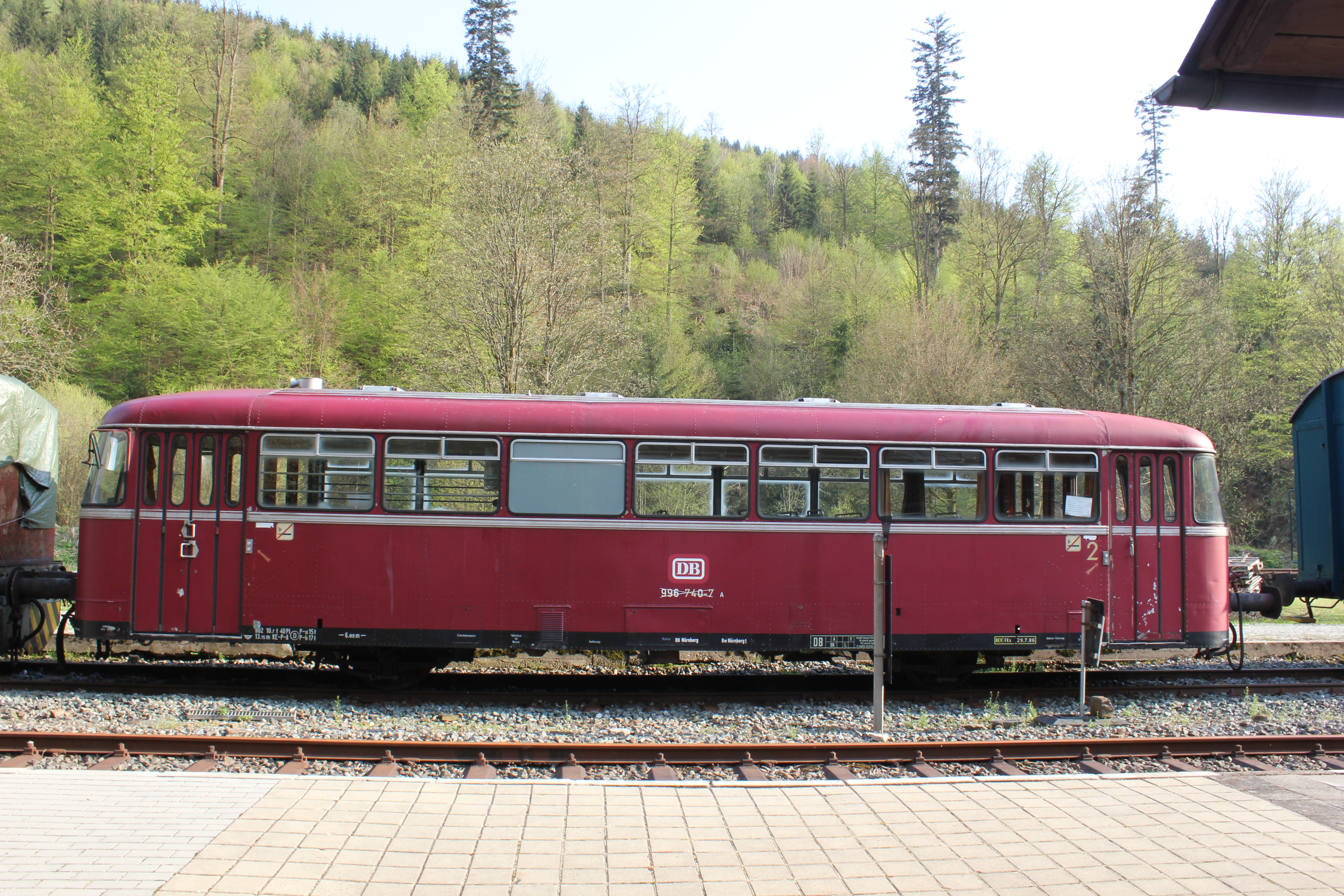
制御客車のBR796 740号車（旧VS98 140号車）、左端が運転台および荷物室、右側が客室、ワンマン改造で796型となった車両、2012年

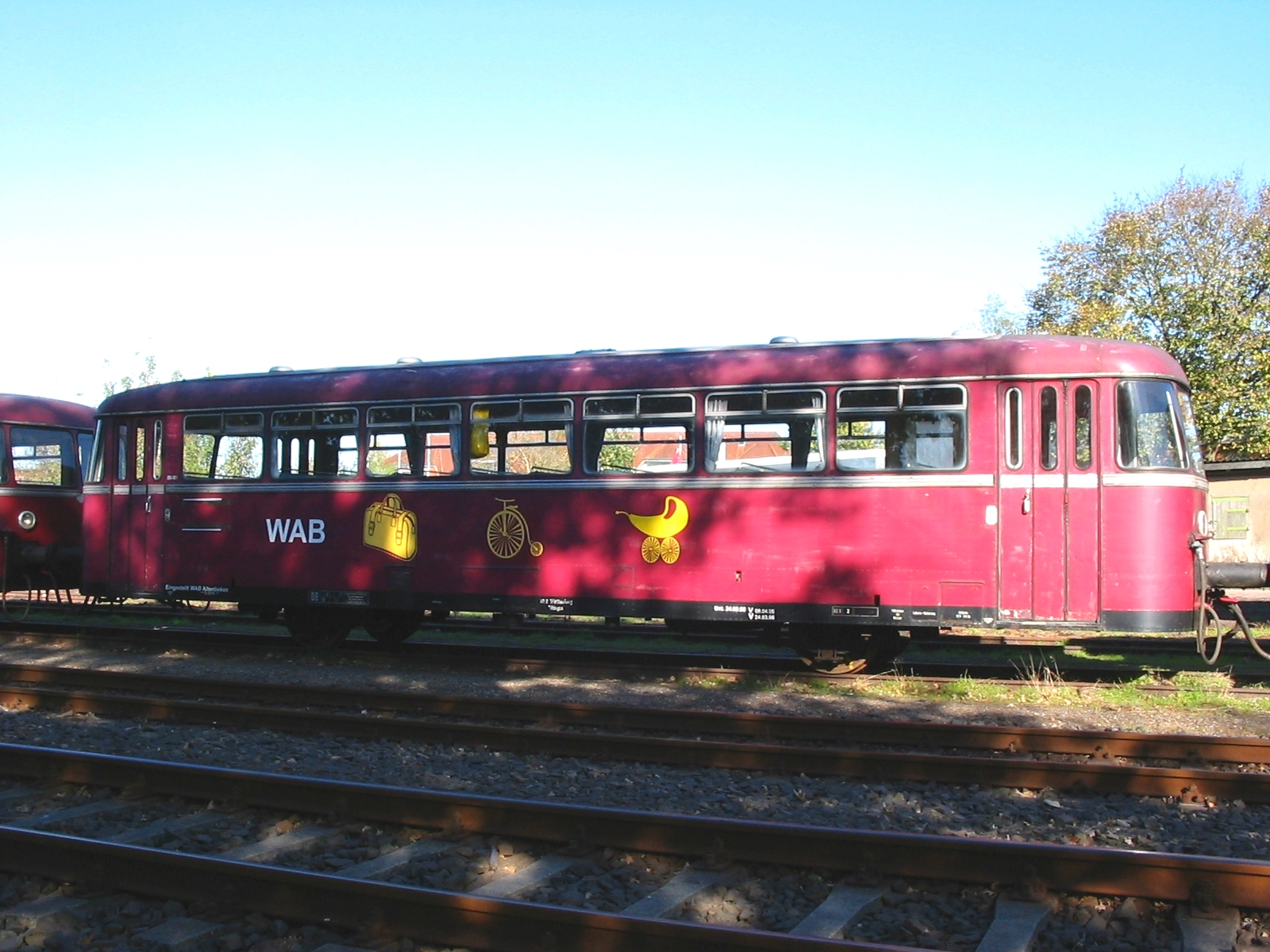
付随車のVB98型、基本的な車体形状はVT98型と同一、前後妻面には標識灯が付く、2007年

### 概要
- VT95型では付随車として若干車体の短いVB141型が用意されてこれを牽引する列車が運行されていたが、VT98型では動力車と同一の車体を持つ付随車のVB98型と制御車のVS98型が用意されて総括制御による2−3両編成での運行を基本としている。車体外観もVT98型とほぼ同一であるが、運転台の無い側の車端部妻面は屋根上中央の前照灯が設置されず、窓下左右の標識灯のみの設置となっている。
- 制御車のVS98型は車体の前位側約1/3（側面窓2箇所分）を荷物室としており、荷物室内には折畳席が運転台脇に1名分2脚、側壁に沿って2名分と3名分が2脚ずつ設置されるほか、荷物室扉が4枚折戸となり、側面窓には保護棒が設置されている。客室はVT98型と同一の仕様となっており、転換クロスシートが2人掛け6脚（うち1脚はトイレ壁面に接しているため背摺を固定）、3人掛け8脚（同じく荷物室壁面に接する1脚は背摺を固定）、固定席が車体端部に3脚計4名分のほか、トイレが設置されている。また、運転台は前位側の荷物室内にVT98型とほぼ同一仕様のものが設けられている。
- 付随車のVB98型は荷物室付のVB98 001−220号車はVS98型と、荷物室無しのVB98 2221−2320号車はVT98型とほぼ同一の車体構造となっており、運転席が設置されていないため、この箇所に2人分の座席が設置されている。
- 台車は2軸単台車で枕ばねはコイルばねもしくは空気ばね、軸ばねは重ね板ばねとなっているが、VT98型のものと比べて大幅に軽量化・簡略化されたものとなっており、ブレーキディスクも各軸1枚となっている。また、暖房装置はVT98型と同じWebasto製の温風暖房であるが、熱源が機関冷却水から軽油燃焼式となっており、床下に25lの燃料タンク2基を搭載している。

### 主要諸元
- 軌間：1435mm
- 最大寸法：全長13950mm、車体幅3000mm、屋根高3300mm
- 軸配置：2
- 軸距：6000mm
- 車輪径：900mm
- 自重：
  - VS98型：10.3t（空気ばね式枕ばね装備車は10.5t）
  - VB98型：10.0t（空気ばね式枕ばね装備車は10.3t）
- 定員
  - VS98型：40名（2等座席）、12名（折畳席）、52名（立席）
  - VB98 001-220型：40名（2等座席）、14名（折畳席）、56名（立席）
  - VB98 2221-2320型：63名（2等座席）、38名（立席）
- 最高速度：90km/h
- ブレーキ装置：空気ブレーキ、手ブレーキ

## 運行・廃車

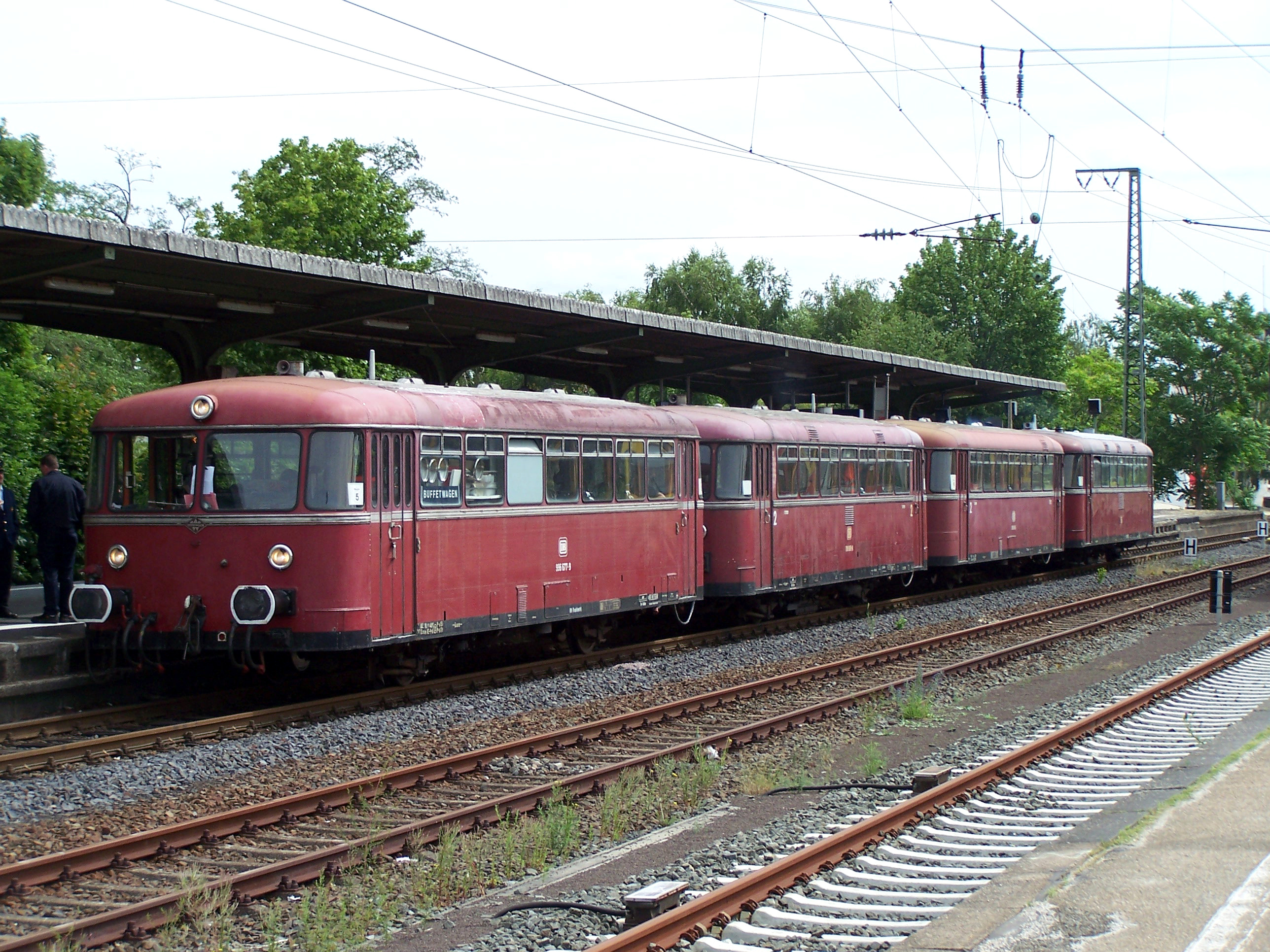
VT98型2機、VB98型およびVS98型各1両の4両編成からなる列車、フランクフルト＝ヘーヒスト駅、2011年

- 本機は製造後広く西ドイツ全国で運用されており、支線区間のみならず本線系統の区間列車としても運行されていた。また、VT98型とVS98型の2両編成もしくはその間にVB98型を連結した3両編成での運用が主であり、想定では以下のような6両編成までが計画されていたが、実際にはそれより長い編成でも運行されている。
  - VT - VB - VB - VB - VB - VT
  - VT - VS - VS - VS - VS - VT
  - VS - VB - VT - VT - VB - VS
  - VT - VB - VS - VT - VB - VS
  - VT - VB - VB - VT - VB - VS
  - VT - VB - VS - VS - VB - VT
  - VS - VS - VT - VT - VS - VS
- また、VT98型1機に対して通常2両、最大3両のVB98型もしくはVS98型で編成を組むこととなっていた。
- その後1970年代より少しずつ運用を外れ、その後1980年より本格的な廃車が進むようになり、1990年代半ばにはほとんどの機体が運用から外れ、2000年に定期運用を終了している。
- 廃車後はVT98型13機とVS98型1両が信号検測車などの事業用車の721型、725型、728型、740型に改造されている。これらは必要な装備を搭載して、事業用車標準の黄色塗装となって運用されていた。
- その他ドイツ国内の私鉄や保存鉄道、鉄道車両保存団体に多くが譲渡されたほか、一部の機体は後述の通り国外にも譲渡されている。

## 同形機
- VT98型の同形機は西ドイツ国内の私鉄を始め各国で導入されており、以下の通りいくつかのバリエーションが存在している。
  - 機関：機関1基搭載とした機体が一部で導入されている。
  - 渦電流式レールブレーキ：西ドイツ国鉄以外の機体では渦電流式レールブレーキは搭載しない場合が多い。
  - 前照灯および標識灯：灯火類は各国各鉄道のレギュレーションに従って設置されており、いくつかのバリエーションがある。
  - 側面窓：上段下降式の2段窓を採用する機体も多い。
  - 固定編成化：固定編成として連結部分妻面を切妻式とした機体が西ドイツ国内とスペインで導入されている。